# Sune Lindström

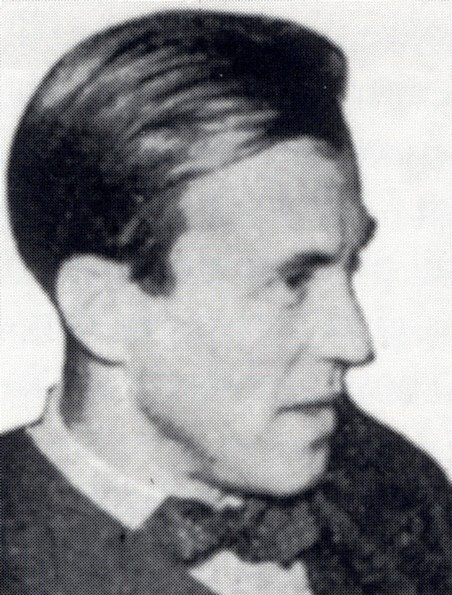
Sune Lindström

Sune Lindström (* 1906; † 1989) war ein schwedischer Architekt. Er wurde unter anderem durch den Wasserturm Svampen in Örebro bekannt.

## Ausbildung
Sune Lindström erhielt seine Ausbildung an der Technischen Hochschule in Stockholm 1926–31, wobei er auch ein Jahr seiner Studienzeit an der Bauhausschule in Dessau verbrachte. Nach dem Examen war er beim Kooperativa Förbundets arkitektkonor (Architekturbüro der Schwedischen Kooperativen Konsumgenossenschaft) angestellt, damals das größte Architekturbüro Schwedens.

## Werk

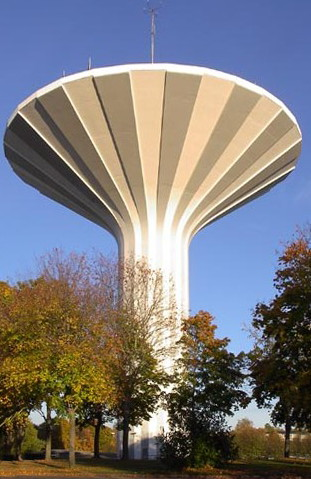
Svampen in Örebro

1937–39 war Sune Lindström Chef für die Stadtplanungabteilung der kooperativen Wohnungsbaugesellschaft HSB, wo er u. a. den Stockholmer Stadtteil Reimersholme plante. Während seiner Zeit als Chefarchitekt für die schwedische multinationale Consultingfirma Vatten Byggnads Byrån, VBB, Schwedens größtes Consultingbüro im Baubereich, entwarf er den Hauptbebauungsplan für Karachi. In Schweden entwarf er die Hauptbebauungspläne mehrerer mittelgroßer Städte.
Sein allgemein bekanntestes Bauwerk ist sicherlich der 58 Meter hohe Wasserturm Svampen (der Pilz) in Örebro (1954–58). Wassertürme des gleichen Entwurfs wurden in verschiedenen Ländern gebaut, u. a. befindet sich eine 33 % größere Kopie in Saudi-Arabiens Hauptstadt Riad. In Kuwait wurden nach Plänen Lindströms zahlreiche Wassertürme errichtet, nämlich die 31 Kuwait Water Towers. 1965–1976 entstanden 33 Wassertürme in Kuwait-City. 1971–1979 plante Lindström dort drei weitere Türme, die sogenannten Kuwait Towers. Der höchste Turm trägt auf seiner oberen Kugel eine Drehaussichtsplattform, in der untersten Kugel befindet sich ein Restaurant.
Markant im Stockholmer Stadtbild ist das Hochhaus des Wenner-Gren Centers von 1959. Von 1959 bis 1969 war Sune Lindström Professor im Fach Städtebau an der Technischen Hochschule in Göteborg.